# Diario Oficial de la República Francesa

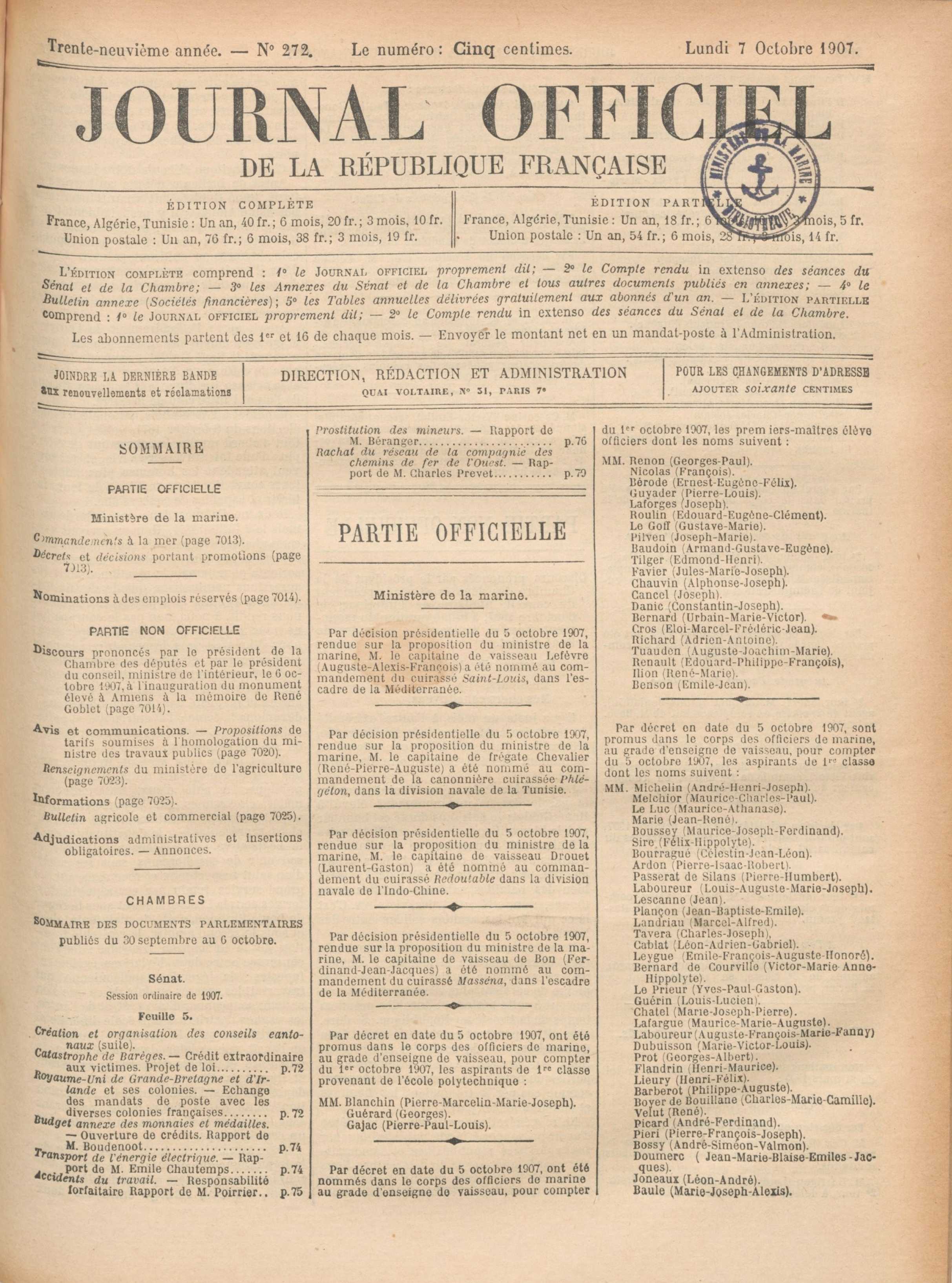
Edición del 7 de octubre de 1907.

El Diario Oficial de la República Francesa (en francés, Journal officiel de la République française) también conocido en este país como Journal officiel, popularmente como JO o JORF, es el diario oficial editado por el Estado francés para poner en conocimiento público los anuncios relativos a su legislación: leyes, decretos, reglamentos, estos denominados en francés arrêtés, declaraciones oficiales y otros avisos legales. El Journal Officiel se publica diariamente de martes a domingo excepto los días festivos.

## Características
El Journal Officiel es gestionado por la Direction des Journaux officiels, un organismo dependiente desde 1944 de una de las Secretarias Generales de la Presidencia del Gobierno, encargándose de su impresión y difusión, así como también de guardar las bases de datos y archivos, tanto en formato papel como informático. El cargo directivo es nombrado por el consejo de ministros y tiene rango de prefecto. 
De acuerdo a la legislación francesa, un texto legal no entra en vigor hasta su puesta a disponibilidad de los ciudadanos. Por esta razón, la fecha de publicación del Journal Officiel sirve de referencia a efectos de aplicación de las leyes excepto en aquellos casos en los que esa misma estipula algún tipo de plazo específico para su entrada en vigor. Al mismo tiempo, cualquier artículo que se incluya en el cuerpo de un texto legal con referencia a otro, como un decreto o ley de rango superior, tampoco entra en vigor hasta que ese mismo texto de referencia haya sido publicado en el Journal.

## Historia
El primer antecedente conocido de un diario oficial con características similares a los contemporáneos, remonta a la publicación en 1631 de La Gazette de Théophraste Renaudot, que por encargo del cardenal Richelieu, difundía noticias sobre los cursos de las guerras y comentarios sobre la vida pública. Con anterioridad, la difusión de las leyes se realizaba mediante la figura del tambour de ville, quien las transmitía oralmente. 
Posteriormente, un decreto de Luis XV en 1762 elevó el rango de la Gazette a su carácter oficial bajo responsabilidad del Ministerio de Asuntos Exteriores, siendo conocida desde entonces como Gazette de France, con una aparición de dos días a la semana.
Durante la Revolución francesa, en noviembre de 1789 la Gazette de France se convierte en Gazette nationale de France, publicando entonces también detalles de los debates que tenían lugar en la Asamblea Nacional constituyente o informaciones relativas a la administración. A partir de 1792 se publicó cada día. 
En enero de 1791, un nuevo decreto estipula la creación de un segundo diario oficial conocido como Le Bulletin des lois que a partir de la Ley de 4 de diciembre de 1793 se encarga de recopilar las leyes de la República junto con la firma del Ministro de Justicia y el sello del Estado. El 28 de diciembre de 1799, un nuevo decreto declaró como único diario oficial La Gazette nationale que por entonces se publicaba con el subtítulo de Le Moniteur universel que es empleado como título del diario a partir de 1811. En su primera sección, figuraban las informaciones sobre los actos oficiales del Gobierno y de la Asamblea constituyente, mientras que en secciones posteriores se daban cabida a informaciones sobre la vida científica, literaria y artística.
Le Moniteur universel desaparece en favor del Journal officiel, publicado desde 1868, por decreto de 5 de noviembre de 1870 que le confiere el monopolio para la publicación de los actos legislativos y reglamentos, mientras que en 1931 llega el turno a su vez del Bulletin des lois. El Journal officiel inicialmente bajo la responsabilidad del Ministerio del Interior y de Cultos, pasó a depender de la presidencia del Gobierno a finales de la Segunda Guerra Mundial, a partir del 2 de noviembre de 1944.
Desde el 2 de junio de 2004, la publicación por Internet del Journal officiel adquirió el mismo valor legal mediante una acreditación de autenticidad, que el de la tradicional publicación en soporte de papel.